# 福江ななか
福江 ななか（ふくえ ななか、1996年〈平成8年〉5月26日 - ）は、日本のグラビアモデル、タレント、レースクイーン（以下、RQと略す）。熊本県人吉市出身。スリーライズ所属。愛称は「福ちゃん」。
2021年頃に芸名表記を本名の「福江 菜々華」から変更している。

## 略歴
OLとしてアパレル会社に勤務していた2017年、スーパー耐久に参戦していた「ル・ボーセモータースポーツ」のRQとしてスポット参加。その後、2018年のSUPER GTで「KONDO Racing NGKスパークガール」に就任し、RQとしての道を歩み始める。
2019年、スリーライズ所属者としては有馬綾香以来となる「ZENT sweeties」（以下、sweetiesと略す）メンバーとしてSUPER GT500クラスのRQを務める。同年12月、週刊ヤングマガジン連載の漫画『MFゴースト』をイメージしたグラドルユニット「MFGエンジェルス」メンバーに抜擢。sweetiesで共働したチャナナ沙梨奈と入れ替わる形となった。翌2020年1月には、MFGエンジェルスとして東京オートサロン2020の公式イメージガールを務めている。
2020年のSUPER GTでは「岡山トヨペット K-tunes racing」のRQを担当。K-tunesのRQは2019年度まで『KT honey』（ケイティ・ハニー）というユニット名だったが、この年は公募の結果『Win G』（ウィン・ジー）というユニット名となった。
2021年6月、RIZIN FIGHTING FEDERATIONのラウンドガール「RIZINガール2021」オーディションにGRAVURE MISSCON 2021ルートでエントリーし、同年7月10日、加奈（Chu-Z）と共にRIZINガール2021のメンバーに選ばれたことが発表された。翌2022年度も加奈と共にRIZINガールを務めている。
2022年はそれまでの「ITOCHU ENEX IMPUL LADY」から改称した「carenex IMPULでんきサポーターズ」としてSUPER GTとスーパーフォーミュラの2カテゴリーに携わり、『日本レースクイーン大賞2022』実行委員会特別賞を受賞した。だが「carenex IMPULでんきサポーターズ」という名称はこの年のみしか使われておらず、翌2023年は再びIMPUL LADYに戻され、福江も続投となった。

## 人物・エピソード
- コンビニもないような田舎に実家があったせいか、子供の頃は猪や鹿の肉、蜂の子を食べて育ったという[1][5]。
- 藤木由貴のファンで、撮影会で偶然対面した際はすごく感激したとのこと。なお、sweetiesで福江が被っていたキャップは藤木が被っていたものである[5]。
- 2020年7月に発生した令和2年7月豪雨で地元の人吉市も被害を受けたことから、自身のSNSで復興支援チェキを限定販売し、その経費を除いた売り上げを地元に寄付した[17]。なお、sweetiesの同僚であった川村那月（福岡県出身）も、同年8月2日に行われた自身の誕生日イベント[注 2]で69,586円を集め、人吉市と福岡県大牟田市にそれぞれ寄付している[19]。
- 趣味はネイルアート、ショッピング、絵を描くこと[5]。
- sweeties時代はFカップとなっていたが[1]、2020年現在はGカップである[10]。

## 活動

### レースクイーン
| 年     | カテゴリー                    | チーム名                               | 備考                   |
| ------ | ----------------------------- | -------------------------------------- | ---------------------- |
| 2017年 | スーパー耐久                  | ル・ボーセモータースポーツエンジェル   | スポット参加           |
| 2018年 | SUPER GT                      | KONDO Racing「NGKスパークガール」      | [ 7 ]                  |
| 2019年 | SUPER GT                      | ZENT sweeties                          | [ 動画 2 ]             |
| 2020年 | SUPER GT                      | 岡山トヨペット K-tunes racing「Win G」 | [ 10 ] [ 11 ]          |
| 2022年 | SUPER GT スーパーフォーミュラ | carenex IMPULでんきサポーターズ        | SFでは辻門アネラと共演 |
| 2023年 | SUPER GT スーパーフォーミュラ | ITOCHU ENEX IMPUL LADY                 | SFでは花乃衣美優と共演 |

### 書籍
- デジタル写真集
  - 「LOVE&FORTUNE」（集英社・2019年9月27日発売[5]）
  - 「ナンバーワン」（集英社・2022年11月14日発売）[20]
- 写真集「Voyage」（スリーライズ・2023年9月4日発売）[21]
- デジタル写真集「滴（しずく）」（2025年5月8日発売）

## 出演

### テレビ番組
- 芸能人格付けチェックBASIC〜春の3時間スペシャル〜（朝日放送テレビ制作・テレビ朝日系列、2019年3月19日放送）
  - 小嶋みやびと共にアシスタントとして出演[22][23]
- ゴリ黄門（熊本朝日放送、2019年9月7日 - 14日未明放送）- 南小国町編にゲスト町娘として出演[24]

### CM
- レナテーラ「福江ななか×nagomi KOUSO」篇（2022年）[動画 3]

### イベント
- 東京ゲームショウ2018「日本HP」ブースコンパニオン（2018年9月20日 - 23日、幕張メッセ）[25]
- 東京オートサロン2019「クラリオン」ブースコンパニオン（2019年1月11日 - 13日、幕張メッセ）[26]
- 東京ゲームショウ2019「バンダイナムコエンターテインメント」ブースコンパニオン（2019年9月12日 - 15日、幕張メッセ）[27]
- CEATEC JAPAN2019「タイコエレクトロニクスジャパン」ブースコンパニオン（2019年10月15日 - 18日、幕張メッセ）[注 3]
- 東京モーターショー2019「クラリオン」ブースコンパニオン（2019年10月24日 - 11月4日、東京ビッグサイト）[26]
- トークイベント『フォトジェニックな熊本女子旅』（2019年11月21日、H.I.S.旅と本と珈琲とOmotesando）[注 4]
- 東京オートサロン2020 イメージガール「MFGエンジェルス」（2020年1月10日 - 12日、幕張メッセ）[9][動画 4]
- RIDERS CLUB「ライディングパーティー」（2021年7月22日、ツインリンクもてぎ）- スリーライズの15周年記念撮影会に出演[注 5]